# Архангельський ВТТ
Архангельський ВТТ (рос. Архбумлаг) — підрозділ, що діяв в структурі Головного управління виправно-трудових таборів Народного комісаріату внутрішніх справ СРСР (ГУЛАГ НКВС) з 10.07.38 по 09.10.40 в м.Архангельськ.

## Історія
В 1940 р. був перейменований у ВТТ ТА БУДІВНИЦТВО Архангельського ЦПК. Архангельський целюлозно-паперовий комбінат виробив першу небілену целюлозу у серпні 1940 р.
01.02.42 Архбумлаг закрили, потім знову організували 19.12.42 (реорганізували з 2-го р-ну СУ 203);
остаточно закрили 05.11.44.

## З історії комбінату
- 1942 Пущено в експлуатацію спиртовий завод, отримано перший технічний спирт. Почали працювати вибілювальний і віджимний цехи, а також третій паровий котел на ТЕЦ.
- 1943 Запуск хлорного цеху. Вступила в дію друга піч у кислотному цеху. Вироблено продукції в 2,5 рази більше, ніж в 1942 році.
- 1944 Отримано першу продукцію цеху ливарних закріплювачів. Проведено варіння целюлози на шостому котлі.

«АРХЛАГ» в селищі Ворошиловський було закрито, ув'язнені залишалися до квітня 1945 року.